# گاندورار
گاندورار (به لاتین: Gandurar) یک منطقهٔ مسکونی در روسیه است که در شهرستان دوکوزپارینسکی واقع شده‌است.